# Université des Mutants

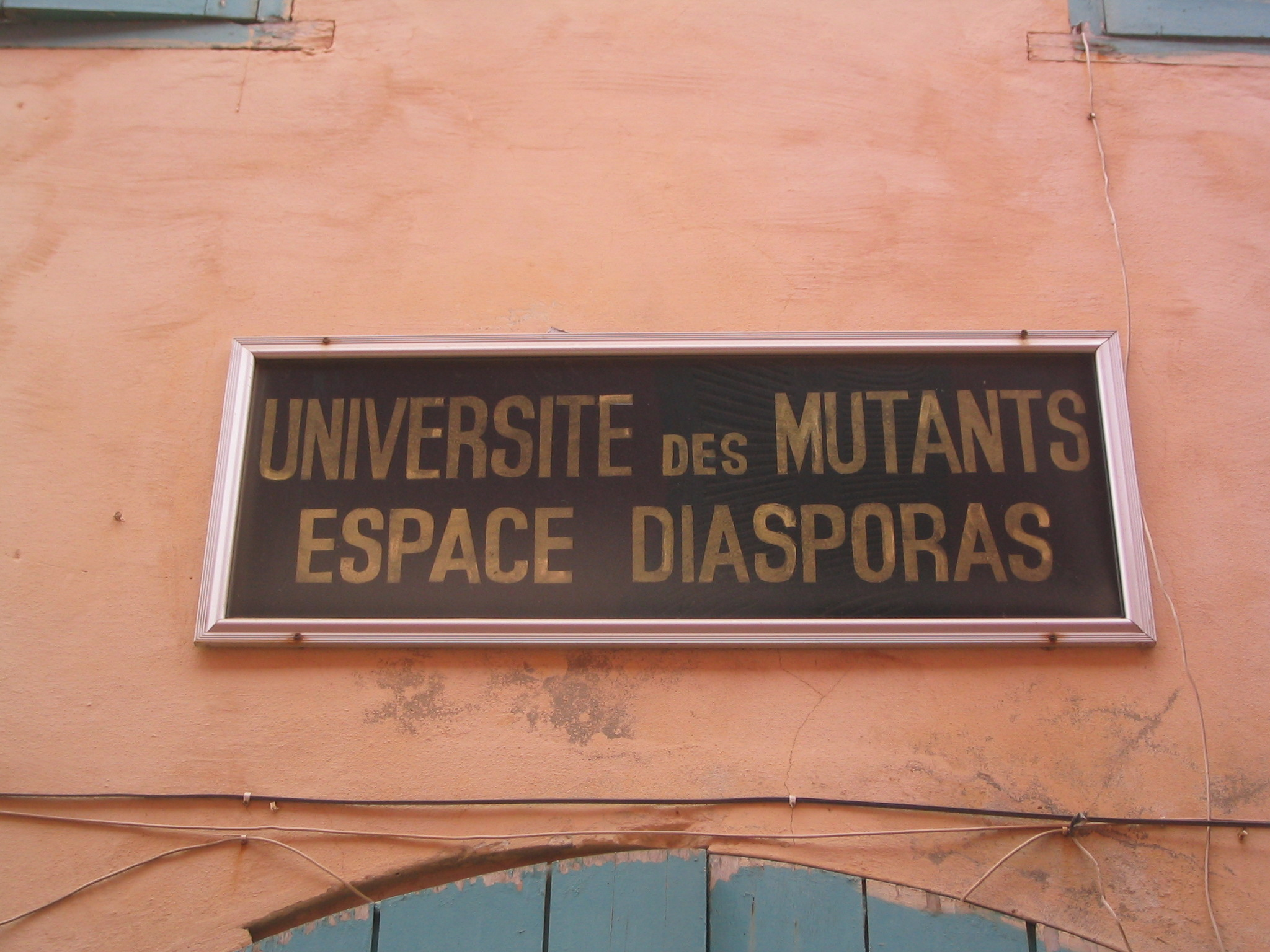

L'Université des Mutants est un centre international de rencontres et de conférences situé sur l'île de Gorée (Sénégal), face au fort d'Estrées qui abrite le Musée historique du Sénégal.

## Histoire
L'institution a été fondée à l'initiative de Léopold Sédar Senghor et de l'écrivain et philosophe français Roger Garaudy.
De fait elle a ouvert ses portes le 6 janvier 1979 avec un appui de l’UNESCO et du Programme des Nations unies pour le développement (PNUD) en complément de l’apport initial de l’État du Sénégal et de l’Agence de coopération culturelle et technique (ACCT), mais sa création a été officialisée par la loi 81-03 du 2 février 1981.
Elle a été dissoute par la loi 2005-08 du 22 juillet 2005.
Le bâtiment de l'université est affecté le 3 juin 2014 au siège de la Fondation mondiale pour le Mémorial et la sauvegarde de Gorée par arrêté du ministre de la Culture. Un projet de refondation est actuellement à l'étude.

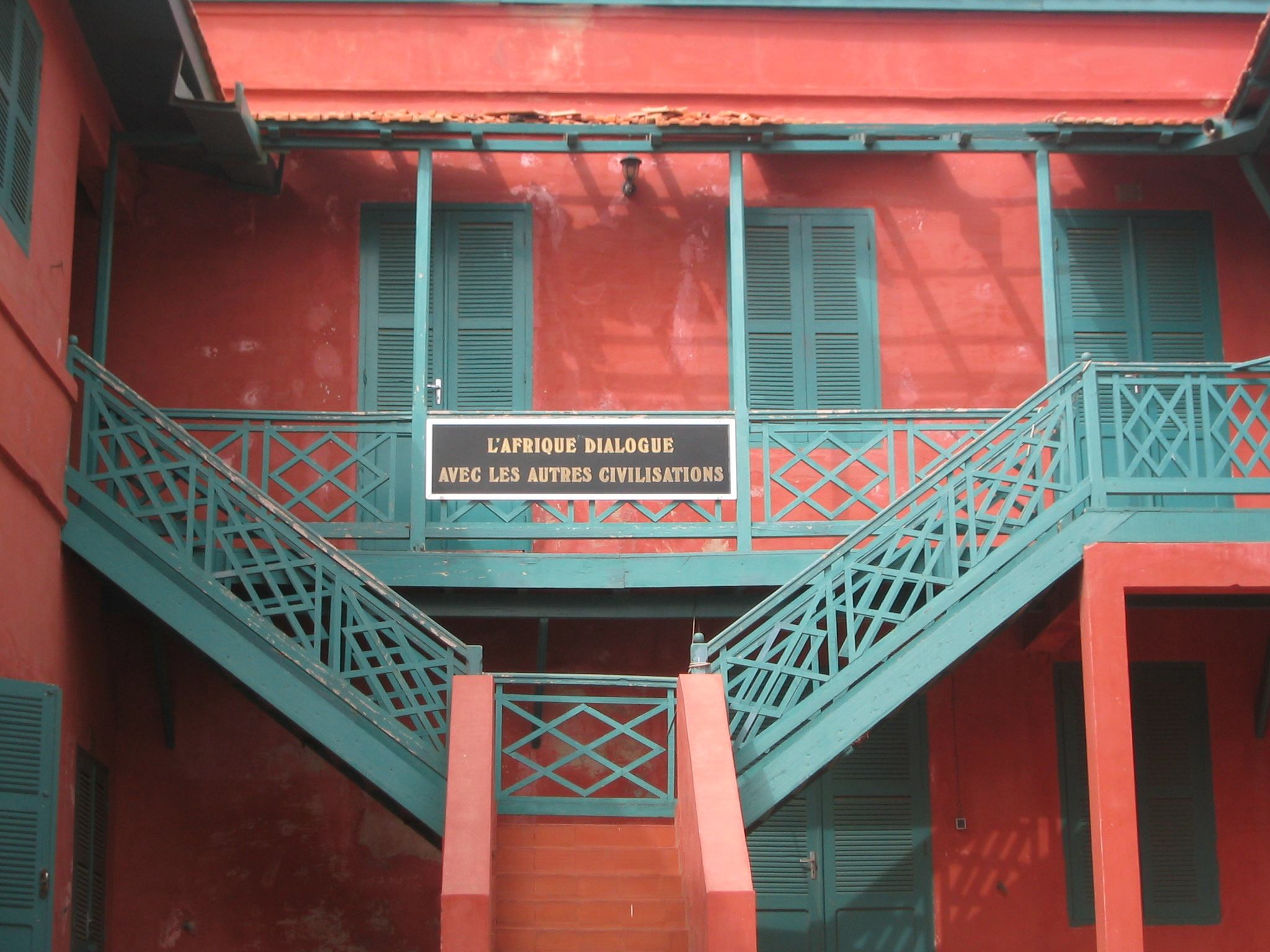
Devanture de l'université des mutants en 2007.

Selon Jeune Afrique, depuis que le bâtiment a été attribué à la Fondation mondiale pour le Mémorial et la sauvegarde de Gorée, celui-ci a été laissé à l'abandon, occupé par des squatteurs, se détériorant tellement rapidement qu'il n'y a plus de portes, de fenêtres ou d'escaliers.

## Administration
C'est un établissement public à caractère administratif. Placé sous la tutelle du Ministère chargé de la Culture, il est doté d'un Conseil d’administration, d'un Directeur général (actuellement[Quand ?] Massaër Diallo) et d'un Conseil scientifique international.

## Objectifs et activités
Sa mission est d'« esquisser l'évolution que devrait suivre l'humanité en mutation pour assurer à tous les hommes le bien-être et la paix ».
Des colloques, des séminaires et des journées d'étude y sont organisés et, chaque année, des dizaines de décideurs y viennent de nombreux pays pour échanger leur expérience et concourir à cette mission.